# Deception (2008)
Deception (bra: A Lista - Você Está Livre Hoje?; prt: No Limite da Ilusão) é um filme estadunidense de 2008, do gênero drama e romance, dirigido por Marcel Langenegger, com roteiro de Mark Bomback, e estrelado por Ewan McGregor, Hugh Jackman e Michelle Williams.

## Elenco
- Ewan McGregor — Jonathan McQuarry
- Hugh Jackman — Jamie Getz a.k.a. Wyatt Bose
- Michelle Williams — S
- Maggie Q — Tina
- Lisa Gay Hamilton — Detetive J. Russo
- Natasha Henstridge — Simone Wilkinson
- Charlotte Rampling — Wall Street Belle

## Crítica
Deception tem recepção geralmente desfavorável pela crítica profissional e audiência. Com a pontuação de 14% em base de 96 críticas, o Rotten Tomatoes chegou ao consenso: "Deception é uma trapalhada mediana, previsível com o diálogo medíocre e reviravoltas absurdas". A pontuação da audiência alcança 31%.